# The Flaming Lips
The Flaming Lips er et amerikansk band, der spiller eksperimenterende rock. De blev bandet blev dannet i Oklahoma City, Oklahoma i 1983. Bandet er kendt for at have haft en surrealistisk stil og skødesløse karrierer inden for popmusikken. Et syrligt tyggegummiband med lige så stor kærlighed for sukkersøde melodier som for bidende lydoverfald etablerede dem som ægte originaler. De er også anerkendt for deres avancerede live-shows med bl.a. kostumer, balloner, dukker, kompliceret lysshow, gigantiske hænder, og store mængder konfetti. Ikke at forglemme forsangeren Wayne Coyne's store plastik-boble, som han lader publikum bære med ham indeni.

## Historie

### Begyndelsen og de tidlige år
Bandets stifter, Wayne Coyne, stjal angiveligt en samling musikinstrumenter fra en kirke og hvervede derefter sin bror Mark Coyne og bassisten Michael Ivins til at starte et band. Bandet fik sin debut på en transvestitklub under navnet The Flaming Lips. (Æren for dette navn tilfalder lejlighedsvis enten en pornofilm, en uklar episode med narkotika eller en drøm, hvor en vild Jomfru Maria kysser Wayne på bagsædet af hans bil.) Efter en endeløs stribe af trommeslagere rekrutterede bandet Richard English, inden de udgav deres debutalbum, The Flaming Lips, som udkom på grøn vinyl i 1985 på deres eget pladeselskab Lovely Sorts of Death. 
Da Mark Coyne forlod bandet for at blive gift, fik Wayne fuld kontrol over gruppen. Han var nu både leadguitarist, den primære sangskriver og forsanger. Trioen fortsatte og udgav i 1986 Hear It Is, efterfulgt et år senere af Oh My Gawd!!!...The Flaming Lips. Mens bandet turnerede som opvarmning for Butthole Surfers, blev de venner med koncertarrangøren Jonathan Donahue under en jamsession med hans repræsentative band Mercury Rev, og han blev gruppens lydtekniker.

### Pladekontrakt med Warner Bros.
Efter at have optaget den svære Telepathic Surgery forlod Richard English bandet. Efter at have ansat Nathan Roberts som trommeslager, tog Jonathan Donahue navnet Dingus og blev et fultidsmedlem af bandet. Han miksede pladen In a Priest Driven Ambulance fra 1990, samtidig med at han indspillede Mercury Revs roste debut Yerself Is Steam. Efter et par håbefulde opkald til Warner Bros. skrev bandet kontrakt, og i 1992 blev deres længe ventede store pladeselskabs-debut Hit to Death in Future Head udgivet uden den store kommercielle opmærksomhed. Jonathan Donahue valgte derefter at fokusere alt sin tid på Mercury Rev, og derefter forlod også Nathan Roberts bandet.
Med en ny guitarist, Ronald Jones, og en ny trommeslager, Steven Drozd, færdiggjorde bandet den sublime Transmissions from the Satellite Heart fra 1993, hvilket de fulgte op på ved at turnere i hele USA i en Ryder-truck. I begyndelsen blev albummet ikke lagt mærke til, men næsten et år efter udgivelsen blev singlen "She Don't Use Jelly" et spirende hit, og til alles, og ikke mindst bandets egen overraskelse, befandt de sig nu på top-40-listerne. De udnyttede fuldt ud deres "15 minutters berømmelse" ved at dukke op overalt lige fra MTV's årlige Spring Break-udsendelse over en koncertturne med Candlebox til en mindeværdig playback-optræden i teenage-sæbeoperaen Beverly Hills 90210, hvor Steve Sanders (Ian Ziering) ytrede de udødelige ord: "You know, I've never been a big fan of alternative music, but these guys rocked the house!" 
Efter udgivelsen af et limited edition udvalg af løse ender og demoer i 1994 med titlen Providing Needles For Your Balloons vendte the Lips tilbage i 1995 med Clouds Taste Like Metallic, en meget moden og anderledes samling af sange, fremhævet af singler som "Bad Days" (Også hørt i filmen Batman Forever), "This Here Giraffe" og "Brainville". Til trods for inkluderingen af den usædvanligt melodiske "Psychiatric Explorations of the Fetus with Needles," "Christmas at the Zoo" (rygtes for at være under overvejelse til inkludering i kommende John Tesh plade) og den storslåede "Guy Who Got a Headache and Accidentally Saves the World" lykkedes det alligevel ikke albummet at leve op til den kommercielle succes, som Transmissions from the Satellite Heart fik. Og nu var bandet igen degraderet til kultstatus.

### En turbulent tid
I 1996 blev der vendt op og ned på the Lips' verden. Først forsvandt Ronald Jones ud på en spirituel odyssé, som han aldrig vendte tilbage fra. Derefter blev Steven Drozds hånd næsten amputeret unødvendigt, efter at han havde påstået, at han var blevet bidt af en edderkop. (Det viste sig senere at være mærker efter hans heroinmisbrug) Omkring på samme tid blev Michael Ivins offer for en bizar hit-and-run ulykke, da et hjul fløj af en anden bil og ramte hans egen, så han blev fanget indeni. Ironisk nok var Wayne Coyne i gang med sit seneste lyd-påfund – at dirigere et orkester bestående af 40 biler, alle sammen med deres kassettebånd, som afspillede noget specielt komponeret musik på samme tid. Det påfund gav næring til idéen om Wayne Coynes mulige psykiske sammenbrud. "Jeg ville prøve at fortælle folk hvad det var jeg lavede, og fandt så ud af, at jeg ikke kunne forklare det særligt godt," forklarede Wayne senere om projektet, der blev døbt "Parkeringspladseksperimentet." "Desuden havde jeg et sår på den ene side af min tunge den uge, og det fik mig til at snakke ret underligt. Jeg er sikker på, de troede jeg var helt retarderet."
Året 1997 vendte The Flaming Lips (som forblev en trio og valgte ikke at prøve på at erstatte Ronald Jones) tilbage til studiet for at optage et album, som ifølge Wayne Coyne ville blive "så anderledes og spændende, at det enten vil gøre os millionærer eller ruinere os." Kort sagt blev Zaireeka fra 1997 et betagende og vildt eksperimentalt set indeholdende 4 disks designet til at blive spillet samtidig. Musikken blandede både traditionel musik og selvopfundne lyde som oftest blev svært manipuleret med studieelektronik. Et tidligere uudgivet nummer "Hot Day" dukkede også op tidligere det år på soundtracket til Richard Linklater's film SubUrbia. Derudover blev A Collection of Songs Representing an Enthusiasm for Recording...by Amateurs udgivet i 1998 som et tilbageblik på materiale fra deres Restless label. 

### Gennembrud og de seneste år
Et år senere vendte the Lips tilbage med et nyt studiealbum, The Soft Bulletin. Efter en pause på tre år fra hylderne kom der i 2002 flere nyheder fra bandet, både en ny plade Yoshimi Battles the Pink Robots og et dobbeltalbum med tilbageblik på årene med Restless label'et. Yoshimi vandt endnu mere anerkendelse og kritikerros end The Soft Bulletin. Det fejrede bandet med at tilbringe det halve af 2002 med at optræde med Beck på hans Sea Change-turné som både åbnings- og backupband. The Lips holdt sig travle over de næste to år ved at turnere med Yoshimi Battles the Pink Robots og arbejde på deres film Christmas on Mars. De vendte tilbage til studiet i 2004 og tilbragte det meste af 2005 med at optage. I 2004 optog bandet desuden sangen SpongeBob and Patrick Confront the Psychic Wall of Energy til The SpongeBob SquarePants Movie's soundtrack. 
I 2005 blev både dokumentaren The Fearless Freaks om the Flaming Lips og VOID (Video Overview in Deceleration)-samlingen udgivet. Dokumentaren var avet af udenforstående med en masse kendte musikere som medvirkende. VOID var en krønike med alle de musikvideoer bandet havde produceret, siden de skrev kontrakt med Warner Bros. i 1991. I 2005 bidrog de også med en udgave af Bohemian Rhapsody til albummet Killer Queen: A Tribute To Queen. I oktober 2005 indspillede the Lips et cover af If I Only Had Brain til soundtracket til computerspillet Stubbs The Zombie, som indeholdte moderne bands' versioner af sange fra 50'erne og 60'erne. Derudover udgav bandet en ny sang til lydsporet til filmen Wedding Crashers fra 2005. (En lettere ændret sang har fundet vej til den nye plade.) 
Det skærpede alt sammen fansenes appetit på bandets album At War With The Mystics udgivet 4. april 2006 . Dette album, som målrettet skulle være mere guitarbaseret og en større anstrengelse at lave, viste mere politisk orienterede tekster end nogle af de foregående udgivelser. Det fik en blandet, men dog positiv modtagelse. Bandet tog på turné med albummet i hele Storbritannien, inklusive en finale på Royal Albert Hall. På en festival i Leeds (02 Wireless Festival) åbnede de for The Who, som de selv er fans af. De fortsatte deres turné i USA, blandt andet til deres fødeby, Oklahoma City.
I December 2005 blev de æret af Oklahoma City ved at få opkaldt et stræde efter dem. De fik først tilbudt en gade, men afslog høfligt og valgte en lille passage. 

### Nuværende aktiviteter
De spillede på Bonnaroo in 2003 og 2007 i Manchester, Tennessee. Ved den sidste optræden spillede de en fuld version af War Pigs, hvilket de påstod kun var en "lydprøve", men det er set som en videreførelse af deres specielle opførsel og kærlighed til deres publikum. 
Bandet udgav deres første koncert-dvd UFO's at the Zoo: The Legendary Concert in Oklahoma City den 7. august 2007. Ekstramaterialet på dvd'en inkluderede hele koncerten i .mp3-format, et program til at lave remiks af Yeah Yeah Yeah Song, skrivebordsbaggrunde og ringetoner.
The Flaming Lips bidrog også med flere sange til film: The Supreme Being Teaches Spiderman How to be in Love til Spiderman 3, I Was Zapped By the Super Lucky Rainbow til Good Luck Chuck, og Love the World You Find til Mr. Magorium's Wonder Emporium.

### 2015
Det blev i maj 2015 offentliggjort, at The Flaming Lips ville udgive en LP med syv numre i samarbejde med Miley Cyrus. Per 2015-06-05 er gruppens website ikke tilgængelig og fremgår ikke ved søgning på Google.

## Priser
- Grammys

- Vundet: (2003) Grammy Award for bedste rock instrumental præstation for Approaching Pavonis Mons by Ballon (Utopia Planitia)
- Nominerede: (2004) Grammy Award for bedste alternative musik album for Fight Test EP.
- Nominerede: (2007) Grammy Award for bedste alternative musik album for At War With the Mytstics.
- Vundet: (2007) Grammy Award for bedste rock instrumental præstation for The Wizard Turns On...
- Vundet: (2007) Grammy Award for bedst arrangerede album, ikke klassisk for At War With the Mystics.
- Nominerede: (2008) Grammy Award for bedste sorround sound album for At War With the Mystics 5.1

- Brit Awards

- Nominerede: (2007) BRIT award for bedste internationale gerning

## Medlemmer

### Nuværende
- Wayne Coyne – sang, guitar, keyboard, Theremin (1983-nuværende)
- Michael Ivins – bas guitar, keyboard, sang (1983-nuværende)
- Steven Drozd – trommer, guitar, bas, keyboard, synthesizer, sang, percussion + mange andre instrumenter (1991-nuværende)
- Kliph Scurlock – kun live trommer, percussion (2002-nuværende)

### Tidligere
- Mark Coyne – sang (1983-1985)
- Dave Kostka – trommer (1983-1984)
- Richard English – trommer, sang, klaver (1984-1988)
- Jonathan Donahue – guitar (1988-1991)
- Nathan Roberts – trommer (1988-1991)
- John Mooneyham – guitar (en måned i 1991)
- Ronald Jones – guitar (1991-1996)

## Diskografi

### Album
- Hear It Is (1986)
- Oh My Gawd!!! (1987)
- Telepathic Surgery (1989)
- In a Priest Driven Ambulance (1990)
- Hit to Death in the Future Head (1992)
- Transmissions from the Satellite Heart (1993)
- Clouds Taste Metallic (1995)
- Zaireeka (1997)
- The Soft Bulletin (1999)
- Yoshimi Battles the Pink Robots (2002)
- At War with the Mystics (2006)
- U.F.O.S At The Zoo (2007)
- Christmas On Mars (2008)
- Embryonic (2009)
- The Terror (2013)
- Oczy Mlody (2017)
- King's Mouth (2019)
- American Head (2020)

### EPer
- The Flaming Lips (1984)
- Due to high expectations... The Flaming Lips are Providing Needles For Your Balloons.. (1994)
- Fight Test (2003)
- Ego Tripping at the Gates of Hell EP (2003)
- Yoshimi Wins! (Live Radio Sessions) (2005)
- It Overtakes Me (2006)
- The Flaming Lips 2011 #1: Two Blobs Fucking (2011)
- The Flaming Lips 2011 #2: The Flaming Lips with Neon Indian (2011)
- The Flaming Lips 2011 #3: Gummy Song Skull (2011)
- The Flaming Lips 2011 #4: The Flaming Lips with Prefuse 73 (2011)
- The Flaming Lips 2011 #6: Gummy Song Fetus (2011)
- The Flaming Lips 2011 #7: The Flaming Lips with Lightning Bolt (2011)
- The Flaming Lips 2011 #8: Strobo Trip - Light & Audio Phase Illusions Toy (2011)
- The Flaming Lips 2011 #11: The Flaming Lips with Yoko Ono/Plastic Ono Band (2011)
- Peace Sword (2013)